# أوليفر دينهام
أوليفر دينهام (بالإنجليزية: Oliver Denham) هو لاعب كرة قدم بريطاني، ولد في 4 مايو 2002.